# Lajeado Novo
Lajeado Novo es un municipio brasileño situado en el estado de Maranhão. Según el censo de 2022, tiene una población de 7060 habitantes.